# Hipódromo de Cidade Jardim
Hipódromo de Cidade Jardim é a atual praça de corrida de cavalos do Jockey Club de São Paulo. Foi inaugurado em  25 de janeiro de 1941.

## Detalhes da Pista

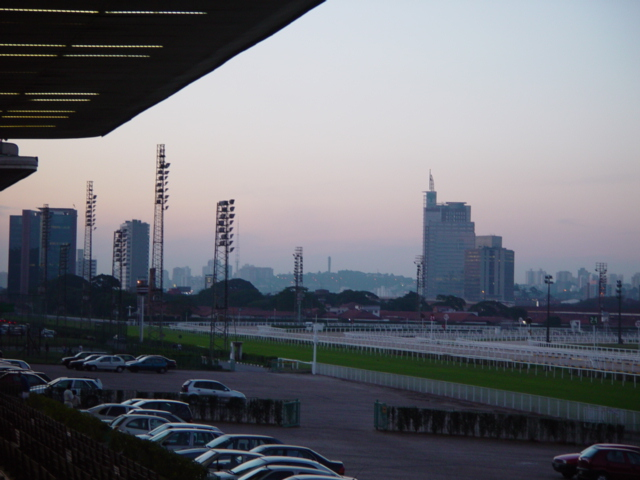
Vista das pistas.

O hipódromo conta com quatro pistas de volta fechada. Duas para corridas oficiais, sendo uma de grama com 2.119 metros, e outra de areia, com 1.993 metros. Há outras duas pistas de areia auxiliares, destinadas aos treinos.
A princial competição aqui realizada é o Grande Prêmio São Paulo.

## Dias de corrida
- Sábados: 12 páreos;
- Segundas-feiras: 10 páreos.

Sua principal prova é o Grande Prêmio São Paulo.